# Saprinus graculus
Saprinus graculus är en skalbaggsart som beskrevs av Reichardt 1930. Saprinus graculus ingår i släktet Saprinus och familjen stumpbaggar. Inga underarter finns listade i Catalogue of Life.